# Stefan Denifl
Pour les articles homonymes, voir Denifl.
Stefan Denifl né le 20 septembre 1987 à Innsbruck, est un coureur cycliste autrichien. Professionnel de 2006 à 2018, il a notamment été champion d'Autriche du contre-la-montre en 2008. En mars 2019, il avoue avoir utilisé du dopage sanguin pendant sa carrière et est suspendu pour quatre ans. Ses victoires sur le Tour d'Autriche 2017 et une étape du Tour d'Espagne 2017 lui sont retirées. En janvier 2021, il est condamné à une peine de prison partielle et à la perte de revenus pour fraude sportive commerciale dans les années 2014-2018.

## Biographie
Stefan Denifl a été plusieurs fois champion d'Autriche dans les jeunes catégories. Il devient professionnel à 18 ans en 2006 au sein de l'équipe Vorarlberg. Il court ensuite chez Elk Haus de 2007 à 2009. En 2010, il est recruté par Cervélo Test. Lors du Critérium du Dauphiné, il s'échappe lors de l'étape de Risoul puis lors de l'étape de l'Alpe d'Huez. En 2011, il porte les couleurs de la formation luxembourgeoise construite autour des frères Andy et Fränk Schleck. Lors de la cinquième étape du Tour de Californie, il frôle un grave accident, chutant à la suite d'une crevaison et manquant de peu de se faire rouler dessus par une voiture suiveuse. En fin de saison, il termine cinquième du Grand Prix cycliste de Montréal après s'être extirpé du peloton dans les derniers kilomètres aux côtés de Pierrick Fédrigo et Rui Costa.
En 2012, il rejoint l'équipe néerlandaise Vacansoleil-DCM. Il dispute avec elle le Tour d'Italie, qu'il termine à la 75e place. L'année suivante, il signe chez IAM, où il reste quatre saisons. Il termine notamment septième de Paris-Nice en 2014.
Au mois d'octobre 2016, il signe un contrat en faveur de la nouvelle équipe irlandaise Aqua Blue Sport. En 2017, il remporte le Tour d'Autriche. En septembre, lors de la 17e étape du Tour d'Espagne, il s'échappe avec plusieurs coureurs dans une des étapes les plus difficiles de la course. Il s'isole dans la montée finale et résiste au retour d'Alberto Contador pour remporter sa première victoire sur un grand tour,. En fin de saison, il se voit attribuer le prix du cycliste autrichien de l'année.
Après l'arrêt de la formation Aqua Blue Sport avant le terme de la saison 2018, Stefan Denifl trouve refuge dans l'équipe World Tour CCC pour la saison suivante. Cependant Denifl décide de rompre le contrat qui devait prendre effet au 1er janvier pour convenances personnelles. Par respect pour sa vie privée, CCC s'engage à ne pas en révéler les raisons. En mars 2019, il est arrêté dans le cadre de l'opération Aderlass qui est rendue publique lors des championnats du monde de ski nordique 2019. Il avoue à la police autrichienne avoir eu recours au dopage sanguin. En attendant un éventuel appel auprès du Tribunal arbitral du sport, il est suspendu quatre ans par l'UCI, du 5 mars 2019 au 4 mars 2023 et perd tous ses résultats obtenus entre le 1er juin 2014 et le 5 mars 2019, dont ses victoires sur le classement général du Tour d'Autriche et la 17e étape du Tour d'Espagne.
En janvier 2021, Denifl est condamné à 24 mois de prison par le tribunal régional d'Innsbruck pour fraude sportive commerciale grave, dont 16 mois avec sursis, ainsi qu'à une amende de 349.000 euros.

## Palmarès et classements mondiaux

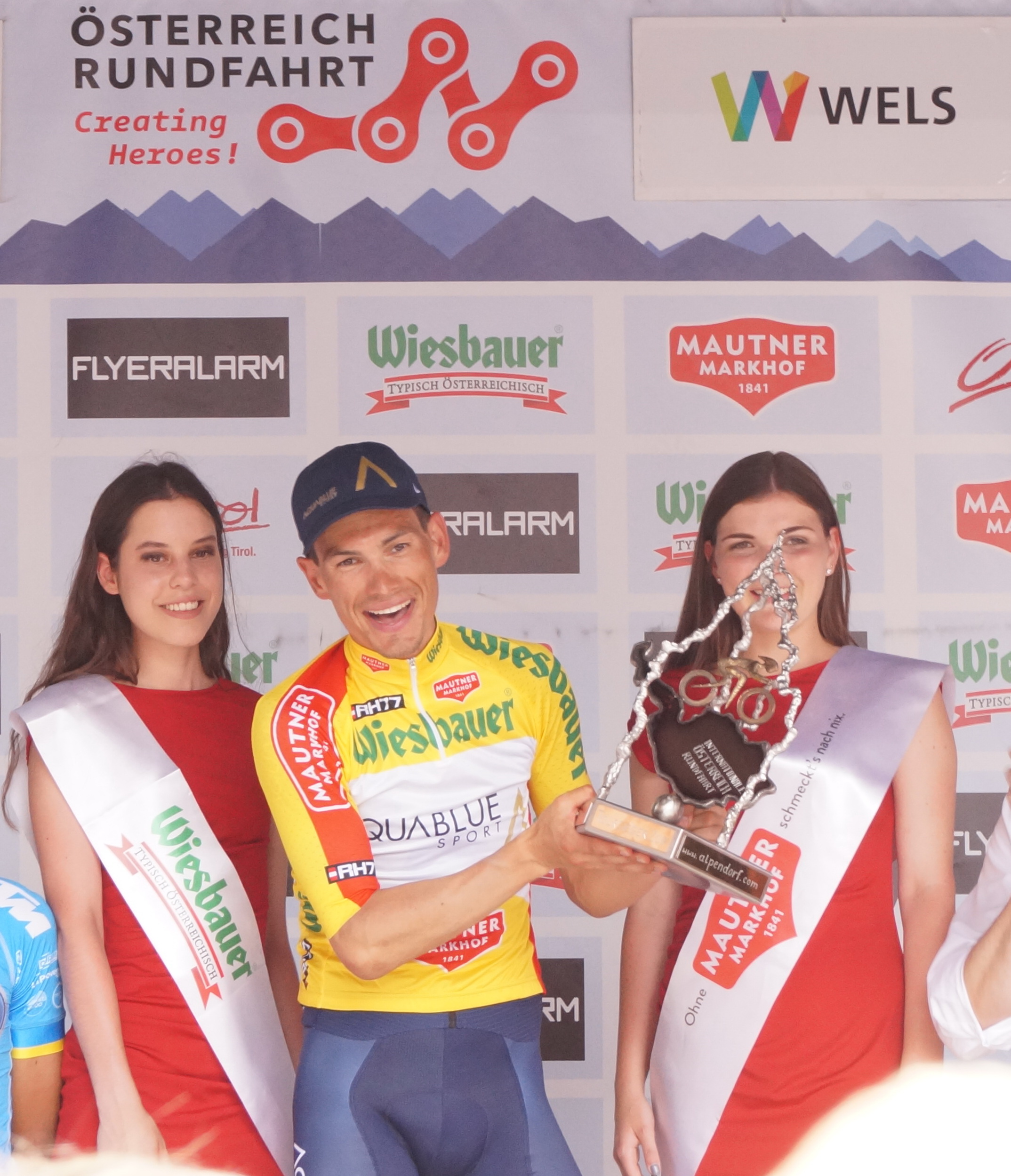
Denifl lors de sa victoire sur le Tour d'Autriche 2017.

### Palmarès
- 2003
  - 2e du championnat d'Autriche sur route cadets
- 2004
  - Tour de Haute-Autriche juniors
  - 2e du championnat d'Autriche de la montagne juniors
  - 2e du championnat d'Autriche sur route juniors
- 2005
  -  Champion d'Autriche sur route juniors
  - 2e du Trofeo Karlsberg
  - 2e du championnat d'Autriche du contre-la-montre juniors
- 2006
  -  Champion d'Autriche du contre-la-montre espoirs
- 2007
  -  Champion d'Autriche sur route espoirs
- 2008
  -  Champion d'Autriche du contre-la-montre
  -  Champion d'Autriche du contre-la-montre espoirs
  - Grand Prix de Francfort espoirs
- 2009
  - Classement général du Tour de Thuringe
- 2011
  - 5e du Grand Prix cycliste de Montréal
- 2013
  - 2e du championnat d'Autriche sur route
- 2014
  - 7e de Paris-Nice

### Résultats sur les grands tours

#### Tour d'Espagne
2 participations
- 2010 : abandon (14e étape)
- 2017 : 58e, vainqueur de la 17e étape

#### Tour d'Italie
2 participations
- 2012 : 75e
- 2016 :  52e

### Classements mondiaux
| Année           | 2006 | 2007 | 2008 | 2009 | 2010 | 2011 | 2012 | 2013 | 2014 | 2015 | 2016  |
| --------------- | ---- | ---- | ---- | ---- | ---- | ---- | ---- | ---- | ---- | ---- | ----- |
| UCI World Tour  |      |      |      |      |      | 106e | nc   |      |      | nc   | nc    |
| UCI Europe Tour | 968e | 712e | 355e | 166e | 339e |      |      | 219e | 914e |      | 1398e |

## Distinctions
- Cycliste autrichien de l'année : 2017